# Knedle

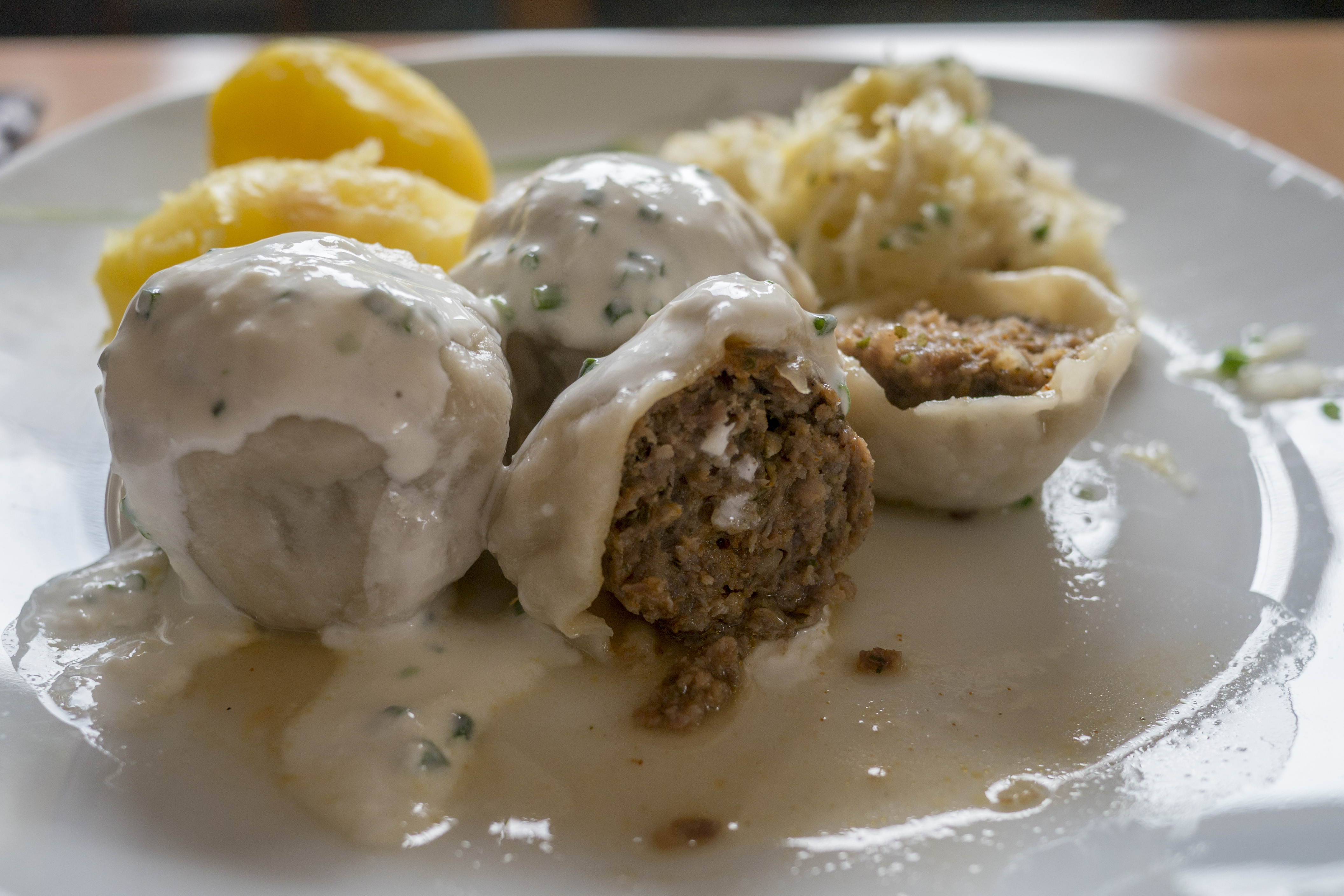
Knedle z nadzieniem wołowo-wieprzowym

Knedle – gotowane w wodzie, kuliste lub podłużne pierogi. Wytwarzane z ciasta ziemniaczanego (z mąki i gotowanych ziemniaków) lub parzonego, rzadziej twarogowego. Nadziewane owocami (truskawkami, śliwkami, morelami, jabłkami), grzybami, serem, mięsem itp.
Według polskich podręczników do gastronomii, w skład ciasta ziemniaczanego wchodzą: gotowane ziemniaki (przepuszczone przez maszynkę lub praskę), mąka pszenna, niewielka ilość mąki ziemniaczanej oraz jaja. W innych źródłach, niektóre receptury na ciasto na knedle ziemniaczane zawierają kaszę mannę.
Wyrobione ciasto formuje się w wałek o średnicy 4 cm i kroi na kawałki o długości 2 cm, które następnie należy lekko spłaszczyć. Na otrzymane w ten sposób placki nakłada się nadzienie, po czym skleja się je i nadaje im kuliste kształty. Knedle gotuje się w osolonej wodzie.
W Niemczech stosuje się nadzienie w postaci śliwek, farszu ze szpinaku, mięsa. Charakterystyczną potrawą kuchni czesko-austriackiej są knedle z morelami. Po ugotowaniu obtacza się je w zrumienionej na maśle bułce tartej i serwuje obficie posypane cukrem pudrem.
W Polsce najczęściej przygotowuje się knedle ziemniaczane ze śliwkami. Podaje się je, podobnie jak w kuchni bawarskiej, polane masłem ze zrumienioną bułką tartą i posypane cukrem, ewentualnie też sproszkowanym cynamonem.

## Nazwa
Polskie słowo knedel pochodzi od niemieckiego słowa Knödel oznaczającego kluskę. Nazwa Knödel używana jest w południowo-wschodnich Niemczech, Austrii, Tyrolu Południowym i obejmuje swoim znaczeniem szeroko rozumiane knedle oraz pyzy ziemniaczane i drożdżowe.

## Inne znaczenia
Knedlami nazywane są też gotowane, duże kulki bez nadzienia, przygotowywane np. z czerstwej bułki i wątróbki, kaszy manny i twarogu, czy też z bułki, szpinaku i sera. Takie knedle mogą być podawane jako dodatek do zup.
Knedlami nazywane są też czesko-słowackie knedliki.

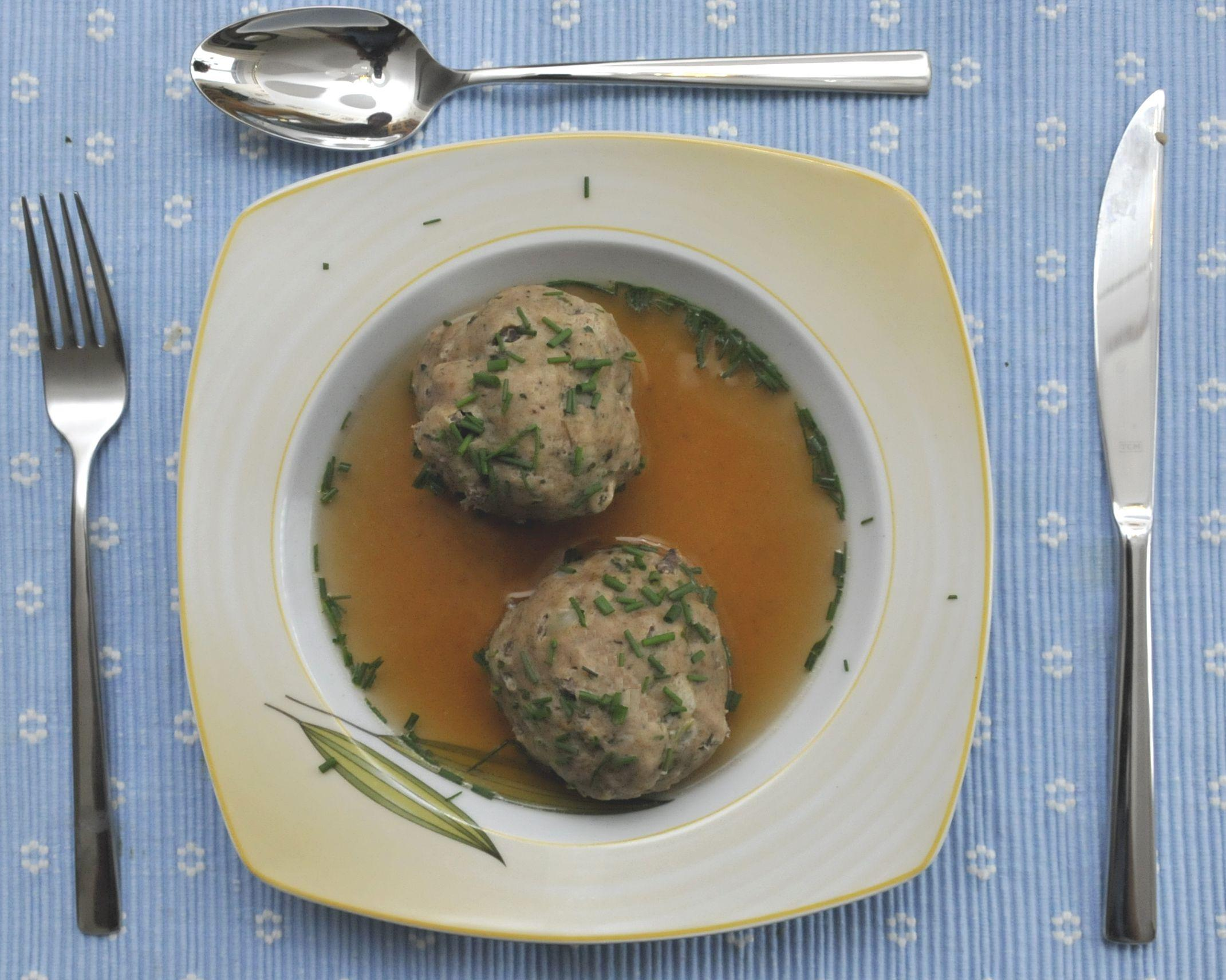
Niemiecka zupa z knedlami bez nadzienia – z wątróbki